# Spades
Spades este numele unui joc de cărți bazat pe levate (trick-taking game), similar ca mecanism de joc cu bridge, dar și cu jocurile Rentz și Whist.
Ca și jocul de bridge, Spades se joacă în patru, jucătorii așezați față în față formând o pereche. Numele jocului derivă din faptul că pica (sau inima neagră ♠, în engleză spade) este întotdeauna culoarea de atu. 
Alături de jocul Canasta, Spades este unul dintre cele mai populare jocuri de cărți "on-line" conform statisticilor portalului Yahoo.